# Графство Нида
Графството Нида (на немски: Grafschaft Nidda) е територия на Свещената Римска империя. От 1420 г. е малко имперско графство около град Нида в днешния окрък Ветерау в Хесен.

## История
Графството се създава се от един съд на манастир Фулда и собствеността в северен Ветерау. През втората половина на 11 век тази територия се нарича „Графство Нида“, когато се дава от манастир Фулда на фогт Фолколд I фон Малсбург (* ок. 1040, † 1097).
През 1206 г. графството Нида става собственост на графовете на Цигенхайн до смъртта на граф Йохан II фон Цигенхайн през 1450 г. Двете графства стават през 1450 г. собственост на Ландграфство Хесен чрез ландграф Лудвиг I фон Хесен.